# لا رپوبلیکا
لا رپوبلیکا (به ایتالیایی: La Repubblica) به معنای «جمهوری»، نام روزنامه‌ای ایتالیایی زبان است که هر روزه در کشور ایتالیا منتشر می‌شود.
روزنامه لا رپوبلیکا از سال ۱۹۷۶ میلادی منتشر می‌شود. این روزنامه پرفروش‌ترین روزنامه چاپ ایتالیا است با میانگین تیراژ ۱۵۱۳۰۹ نسخه در مه ۲۰۲۳ است. این روزنامه توسط کارلو کاراکسیولو و اوجینو اسکالفاری تأسیس شد. سردبیر آن آرنولدو موندادوری بود و لا رپوبلیکا را یک روزنامه چپ به عنوان «روزنامه-حزب» معرفی کرد. لا رپوبلیکا در طول سال‌های اولیه دیدگاه‌های سیاسی و خوانندگان آن از چپ رفرمیست تا چپ خارج از پارلمان متغیر بود. اما در قرن بیست و یکم، این روزنامه را با سیاست‌های چپ میانه می‌شناسند، لا رپوبلیکا را به خاطر ضد برلوسکونی بودنش و اینکه سیلویو برلوسکونی را تحقیر شخصی می‌کرد معروف شده بود. دفتر مرکزی روزنامه لا رپوبلیکا در شهر رم قرار دارد.
در آوریل ۲۰۲۰، این مقاله توسط انتشارات گدی گروپو از جان الکان و خانواده آنجلی، که همچنین بنیان‌گذار و مالک لا استامپا است، خریداری شد. مائوریتزیو مولیناری، سردبیر آن زمان لا استامپا، به جای کارلو وردلی به عنوان سردبیر روزنامه لا رپوبلیکا منصوب شد و همین امر موجب استعفای تعدادی از روزنامه‌نگاران مخالف این تغییر شد. در زمان مولیناری، آن خط معتدلی در پیش گرفت و سعی کرد از چپ سیاسی فراتر رود. و حق و علیه عوام‌گرایی. در عین حال، از آنجا که «اطلاعات برای حمایت و جان بخشیدن به آزمایشگاه گسترده‌ای از ایده‌ها در مورد معنای امروزی عدالت اقتصادی ضروری است»، نگران نابرابری‌های اقتصادی و اجتماعی بود. در زمان مولیناری، کار روی کاغذ را با کار دیجیتالی یکسان می‌دانست و از نظریه اول دیجیتال پیروی می‌کرد. لا رپوبلیکا و کوریه دلاسرا به دلیل حقیقت‌سنجی خود شناخته شده‌اند. این روزنامه در کنار کوریه دلاسرا، لااستامپا، ایل سولو ۲۴ اوره و ایل‌مساجرو، یکی از اصلی‌ترین روزنامه‌های ملی ایتالیا است.